# Xbox One
Die Xbox One ist eine von Microsoft entwickelte stationäre Spielkonsole und der Nachfolger der Xbox 360. Das System wurde am 21. Mai 2013 vorgestellt und steht als Konsole in direkter Konkurrenz zu Sonys PlayStation 4 und Nintendos Wii U und Nintendo Switch. Es ist die insgesamt dritte Spielkonsole der Xbox-Marke, Hardware-Revisionen ausgenommen. Microsoft wählte gezielt die Bezeichnung „One“, da die neue Xbox als beworbene „All-in-One“-Konsole nicht nur als Videospielplattform dienen, sondern den Fernseher auch mit Internet-Diensten und Apps erweitern soll. Die Verbindung der unterschiedlichen Unterhaltungsformen stand bei der Xbox One daher anfangs im Mittelpunkt.
Im August 2016 wurde ein überarbeitetes Modell namens Xbox One S, welches neben weiteren neuen Features Erneuerungen in der Bildqualität (HDR10) und der Auflösung in UHD (nur in Bildern/Videos) mit sich brachte, auf dem Markt eingeführt. Im November 2017 wurde mit der Xbox One X eine leistungsstärkere Version der Konsole veröffentlicht. Im Mai 2019 wurde eine Version ohne Laufwerk in Form der Xbox One S All-Digital Edition veröffentlicht.
Die Nachfolger-Konsolen Xbox Series wurden am 9. Juni 2019 auf der Electronic Entertainment Expo in Los Angeles angekündigt und am 10. November 2020 veröffentlicht.

## Geschichte

### Vor Veröffentlichung
Anfang 2013 gelangten über einen Leak die genauen technischen Spezifikationen der Xbox One (in Vorberichten häufig auch als „Xbox 720“, „Durango“, „Infinity“ oder „Xbox 3“ bezeichnet) ins Internet. Im Mai 2013 gab Microsoft dann bekannt, die „neue Generation“ der Xbox am 21. Mai um 19:00 Uhr (MEZ) in einem Event erstmals dem Publikum vorstellen zu wollen. Die Präsentation wurde live auf Xbox Live und im Internet übertragen.
Die Vorstellung der Konsole erhielt gemischte bis überwiegend negative Resonanz und galt als PR-Debakel. Insbesondere kommunizierte Pläne zur Gebrauchtspielsperre, der möglichen Nutzerüberwachung via Kinect und dem generellen Online-Zwang innerhalb eines 24-Stunden-Intervalls provozierten im Internet einen Shitstorm. Videos auf dem offiziellen YouTube-Kanal erhielten derart negative Kommentare und Bewertungen, dass Microsoft die Kommentarfunktion für Nutzer deaktivierte. Don Mattrick, Leiter der Xbox-Sparte und damit auch verantwortlich für die Entwicklung der Xbox One, trat Anfang Juli 2013 von seinem Posten zurück und verließ Microsoft, sein Nachfolger wurde Phil Spencer. Mattricks Rücktritt wurde mit der zahlreichen Kritik an der Vorstellung der Xbox One in Verbindung gebracht.
Auf der E3 2013 wurde bekannt gegeben, dass die Xbox One im November 2013 erscheinen solle und dass der Startpreis bei 499 US-Dollar beziehungsweise 499 Euro liegen solle. Die Aktivierung der Konsole würde vorerst nur in bestimmten Regionen möglich sein. Nutzer aus einigen Ländern wie Polen würden erst später die Konsolen aktivieren und somit nutzen können. Nutzer aus Deutschland und Österreich könnten ihre Konsolen am Tag der Veröffentlichung aktivieren. In der Schweiz erschien die Xbox One erst Anfang 2014.
Am 19. Juni 2013 wurde aufgrund der massiven Rückmeldungen zur Gebrauchtspielsperre und den Onlineverbindungen bekannt gegeben, dass Microsoft alle Pläne diesbezüglich streicht. Die Konsole benötigt nur noch eine einmalige Onlineverbindung zur Aktivierung, ansonsten kann sie komplett offline betrieben werden. Gebrauchte Spiele können ganz normal weiterverkauft oder verliehen werden, hierfür wird es keinerlei Restriktionen geben. Trotz der vielen Kritik gab es einige wenige Personen, die eine Aufrechterhaltung der Restriktionen gefordert hatten und hierfür eine eigene erfolglose Petition starteten.

### Verkaufsstart
Seit dem 22. November 2013 ist die Konsole in vielen Ländern Europas und Amerikas sowie Australien erhältlich. Microsoft gab am 19. März 2014 bekannt, dass die Xbox One aufgrund von Lokalisierungen verzögert ab September 2014 in weiteren 26 Ländern käuflich zu erwerben sein wird, so auch seit 5. September in der Schweiz.
 In Japan verkaufte sich die Konsole in der ersten Woche lediglich 23.562-mal im Vergleich zur PlayStation 4 oder Wii U mit je etwa 300.000 Geräten in der ersten Woche. Auch im Vergleich zum Vorgänger-Modell Xbox 360, das in der ersten Verkaufswoche doppelt so oft abgesetzt werden konnte, schnitt die Xbox One schlechter ab. Allerdings korrelierten die schwachen Verkaufszahlen mit einem generellen Abschwung des japanischen Markts für Heimkonsolen, da sich der Markt zunehmend in Richtung der mobilen Konsolen und Smartphones verschoben hatte. In der dritten Verkaufswoche gingen die Verkäufe auf 1.300 Geräte zurück. Gegenüber der Presse gab Microsoft an, mit den Absatzzahlen unzufrieden zu sein.
Am 29. September, zwei Tage vor Beginn der Goldenen Woche, erschien die Xbox One in der Volksrepublik China und verkaufte sich dort, einschließlich der Vorbestellerzahlen, in der ersten Woche über 100.000 Mal. Es war zugleich die erste offizielle Herstellerkonsole in China seit 14 Jahren, da in den Jahren zuvor lediglich angepasste Lizenzmodelle chinesischer Hersteller auf den Markt gelangt waren. Chinesische Medien bezeichneten den erfolgreichen Verkaufsstart als Rettung für Microsofts Absatzzahlen in Asien, da die Xbox One in Südkorea und Japan nur wenig Anklang gefunden habe.

### Die Xbox One im Wettbewerb
Am 12. November 2014 gab Microsoft an, bislang zehn Millionen Einheiten an den Handel ausgeliefert zu haben. Mitbewerber Sony hatte drei Monate zuvor, im August 2014, zehn Millionen verkaufte Exemplare verkündet. Ende Dezember 2014 gelangte durch die Gruppe H4LT über einen weiteren Leak das komplette SDK der Konsole („XDK“) mit Stand November 2014 inklusive einer unter NDA stehenden, umfangreichen Dokumentation und White Paper an die Öffentlichkeit. Nach Analyse durch Eurogamer und GameStar dokumentierten die Unterlagen eine zunehmende Abkehr Microsofts von der Bewegungssteuerung Kinect und der Strategie einer Multimedia-Schaltzentrale für das Wohnzimmer. Stattdessen habe sich der Fokus im dokumentierten Zeitraum zunehmend auf Leistungssteigerung und Annäherung an die konkurrierende PlayStation 4 verschoben. Insgesamt hätten sich beide Konsolen wieder sehr stark an den Computer angenähert.
Nach einer Studie des Marktforschungsinstituts Nielsen vom Februar 2015 waren die meisten Käufer von Konsolen der 8. Generation bereits Besitzer einer Konsole der vorherigen Generation. Die wichtigsten Kaufgründe für die Xbox One waren die Marke, innovative Funktionen, der schnellere Prozessor, exklusive Spiele bzw. Inhalte und der Spaß-Faktor. 76 % der Xbox-One-Käufer waren zuvor Besitzer einer Xbox 360, 43 % besaßen eine PS3. Bei der PS4, die zu diesem Zeitpunkt deutlich mehr Einheiten als die Xbox One verkauft hatte, betrug der Anteil der Plattformwechsler 59 %.
Im Oktober 2016 wurde bekannt, dass die Xbox One zum dritten Mal in Folge – und damit auch zum ersten Mal seit Erscheinen – die meistverkaufte Konsole in den USA sowie Großbritannien ist, vor der PlayStation 4 und Nintendo Wii U.

## Übersicht
Die Xbox One erlaubt den Zugriff auf Filme, Musik, Fernsehen und das Internet über einen personalisierten Startbildschirm. Eine Sprach- und Gestensteuerung über den externen Kinect-Sensor soll außerdem das Bedienen der Konsole erleichtern, wobei die Sprachsteuerung am Veröffentlichungstag nur in fünf Ländern funktioniert haben soll.

### Betriebssystem
Die Xbox One lief bis zum Dashboard-Update 2015 mit drei verschiedenen Betriebssystemen, die je nach Anwendung zum Einsatz kommen. Neben dem standardmäßigen Xbox-Betriebssystem lief auf der Konsole ein Windows-Kernel, die dritte Betriebssystemkomponente verknüpft beide mittels Virtualisierung und dient somit als Hypervisor.
Im Herbst 2015 erschien ein Systemupdate auf ein angepasstes Windows 10, mit dem gleichzeitig ein komplett neues Dashboard (New Xbox One Experience) eingeführt wurde, das laut Microsoft intuitiver und schneller als bisher funktionieren soll. Der Sprachassistent Cortana wurde mit einem Update im Sommer 2016 (Preview: Last Xbox One Experience) fester Bestandteil auf der Xbox One. Außerdem sind die mit der Xbox 360 eingeführten, anpassbaren Avatare wieder stärker in den Vordergrund gerückt und die Abwärtskompatibilität zu Xbox-360-Spielen wurde eingeführt.

### Werbung
Microsoft plante im Menü der Konsole personalisierte Werbung zu schalten. Um diese auf den einzelnen Nutzer besser abstimmen zu können, werden durch Kinect ermittelte biometrische Daten der Kunden an den Konzern übermittelt. Aus Gründen des Datenschutzes erlaubt Microsoft nach eigenen Angaben dabei nur „eingeschränkten Zugriff“ auf Kamera und Mikrofon.

## DRM und sonstige Restriktionen
Am 19. Juni 2013 gab Don Mattrick, Leiter der Xbox-Sparte, im offiziellen Xbox-Blog bekannt, dass aufgrund zahlreicher Beschwerden von Nutzern sämtliche DRM-Maßnahmen, der Onlinezwang sowie die Gebrauchtspielsperre entfernt werden. Mit Ausnahme einer einmaligen Online-Aktivierung verhält sich die Konsole damit wie ihr Vorgänger, die Xbox 360.
Microsoft behält sich allerdings das Recht vor, das System und die Bestimmungen zum Thema Gebrauchtspielsperre und Online-Zwang jederzeit wieder zu ändern.

### Online-Aktivierung
Die Konsole benötigt bei der ersten Inbetriebnahme zwingend eine Onlineverbindung. Dabei wird ein Patch heruntergeladen, der unter anderem die ursprünglich geplante Gebrauchtspielsperre aufhebt, den Onlinezwang abstellt und Software ergänzt, die nicht mit ausgeliefert wird. Dieser Patch ist zwingend nötig, damit die Konsole sowohl offline als auch online korrekt funktionieren kann. Nach Installation dieses Patches wird die Konsole problemlos auch offline nutzbar sein.

### Sonstiges
US-amerikanische Vorbesteller der Konsole mussten vertraglich auf ihr Recht verzichten, sich an Sammelklagen gegenüber Microsoft zu beteiligen. Es konnte nur zu einem Schlichtungsverfahren kommen. Für den deutschen Markt wurden die Geschäftsbedingungen angepasst. Da das deutsche Recht keine Sammelklagen kennt, wurde hier die entsprechende Klausel weggelassen.

### Ursprünglich geplante Restriktionen

#### Gebrauchtspielsperre
Anfänglich war geplant, dass Spiele per Seriennummer an den Online-Account eines Spielers gebunden werden. Ein Weiterverkauf von Videospielen wäre damit nur noch eingeschränkt möglich gewesen. Am 19. Juni 2013 kündigte Microsoft an, dass sie ihre Pläne diesbezüglich gestrichen haben und es keinerlei Gebrauchtspielsperre geben wird.
Auch das angekündigte „Family-Sharing“-Feature wurde im Zuge dieser Änderung gestrichen. Dabei handelte es sich um ein System, mit dem die eigene Spielebibliothek mit bis zu neun anderen Personen geteilt werden konnte. Am 14. Juni 2013 wurde noch bekannt gegeben, Spiele hätten zwar konsolenübergreifend genutzt werden können, allerdings nicht gleichzeitig, wodurch gemeinsames Spielen eines Spiels über diese Funktion nicht möglich gewesen wäre. Da Spiele nun nur noch durch Einlegen der Spieledisc gespielt werden können und ein Ausleihen über die Weitergabe der Blu-ray wieder möglich ist, wurde dieses Feature vorerst gestrichen.

#### Online-Zwang
Anfangs war geplant, dass die Konsole mindestens einmal innerhalb von 24 Stunden mit dem Internet verbunden werden muss, sonst verliert der Nutzer nach diesem Zeitintervall den Zugriff auf seine Softwarebibliothek und damit die Möglichkeit, eigene Videospiele auf seinem System abspielen zu können.
Am 19. Juni 2013 kündigte Microsoft allerdings an, ihre Pläne diesbezüglich zu streichen, die Xbox One wird nur für die einmalige Einrichtung eine Internetverbindung benötigen. Trotzdem kann eine Online-Verbindung permanent erforderlich sein, wenn Rechenleistung oder Speicherkapazität auf Onlinedienste ausgelagert werden.
Da nur noch eine einmalige Online-Verbindung nötig ist, ist die Nutzung von bereits aktivierten Konsolen auf Reisen oder durch den Umzug ins Ausland problemlos möglich, auch wenn Microsoft die Region nicht zum offiziellen Vertrieb des Produkts vorgesehen hat.
Am 14. Juni 2013 gab der Xbox-Support-Account auf Twitter an, eine Sperrung des Xbox-Live-Accounts für Kunden, die gegen die Nutzungsbedingungen des Produkts verstoßen (zum Beispiel durch Cheating oder Beleidigungen), hätte aufgrund der benötigten Online-Abfrage zur Konsequenz, dass die betroffenen Nutzer unwiderruflich Zugriff auf die eigenen Spiele verlieren. Kurze Zeit später wurde jedoch gesagt, es hätte sich um ein Missverständnis gehandelt und die Aussage hätte sich auf den Account der Xbox 360 bezogen. Zur Handhabung des Xbox-One-Live-Accounts liegen aktuell keine Informationen vor, ein offizielles Statement von Microsoft erfolgte nicht.

#### Kinect-Verbindung
Entgegen ersten Berichten wird eine Verbindung zu Kinect nicht zwingend benötigt. Der Kinect-Sensor lag – bis zur Einführung der Xbox One ohne Kinect am 9. Juni 2014 – jedem Xbox-One-Bundle bei und kann optional zusammen mit der Konsole genutzt werden. Sie lässt sich dabei pausieren oder auch ausschalten. Je nach Software kann Kinect zur Steuerung in Menüs oder Videospielen allerdings zwingend notwendig sein. Die Aufweckfunktion mittels Sprachsteuerung aus dem Standby-Betrieb lässt sich deaktivieren, sodass das Kinect-Mikrofon nicht permanent aktiv sein muss. Da zu Beginn noch angegeben wurde, Kinect müsse verpflichtend immer mit der Xbox One verbunden sein, wurde insbesondere kritisiert, dass ein ständig eingeschaltetes Mikrofon sowie eine aktive Farbkamera, welche direkt auf Nutzer und Wohnzimmer gerichtet sind, eine umfangreiche Überwachung der Kunden ermöglichen könnte (siehe Abschnitt Kritik).

## Hardware

### Basishardware
Die Prozessor- und Grafikeinheit ist eine Kombinationslösung des Chipherstellers AMD. Der Chip in 28-nm-Strukturbreite vereint CPU und GPU auf einem einzigen Die (APU). Insgesamt besteht der Chip aus etwa 5 Milliarden Transistoren. Die Konsole verfügt dazu über 8 GB Arbeitsspeicher des Typs DDR3 getaktet mit 2133 MHz und einer Bandbreite von 68,3 GB/s (Xbox One X: 12 GB GDDR5).
Die Custom-Grafikeinheit (GPU) ist zu DirectX 11.2 kompatibel und verfügt über 32 MB eSRAM, um das Bandbreitendefizit des DDR3-Hauptspeichers ausgleichen zu können. Damit steht der konkurrierenden PlayStation 4 genau 50 % mehr Shader-Leistung pro Takt zur Verfügung. Bei 853 MHz erreicht die GPU entsprechend eine Leistung von 1,31 TFLOP/s. Die Unterstützung für DirectX 12 wurde auf der Game Developers Conference im März 2014 angekündigt.
Der Hauptprozessor besteht aus acht 64-Bit-Kernen mit x86-Architektur basierend auf AMDs Jaguar mit 4 MB L2-Cache. Die CPU erreicht sechs Operationen pro Core und damit insgesamt 48 Operationen innerhalb eines Takts. Ursprünglich mit einer Taktrate von 1,6 GHz konzipiert, wurde diese kurz vor Veröffentlichung auf 1,75 GHz angehoben. Spiele konnten zunächst sechs der acht Prozessorkerne verwenden, die restlichen waren für das Betriebssystem und andere Hintergrundprozesse der Konsole reserviert.
Anfang 2015 wurde bekannt, dass Microsoft einen Teil des siebten Prozessorkerns (50–80 %) für Spiele-Entwickler freigegeben hat.
Etwa 90 % der Konsolen werden von Flex hergestellt, 10 % von Foxconn.

### Stromversorgung
Der Stromverbrauch soll nach Angaben von Microsoft mit 100 W nur geringfügig über dem Verbrauch der aktuellen Revisionen der PlayStation 3 sowie der Xbox 360 liegen. Gemäß Microsoft sei die Konsole jedoch „viermal so leise“. Die Stromversorgung erfolgt bei der Xbox One, wie schon bei der Xbox 360, über ein externes Netzteil mit integriertem Lüfter, mit der Xbox One S wurde das Netzteil in die Konsole integriert.
Die US-amerikanische Umweltschutzorganisation Natural Resources Defense Council (NRDC) hat den Stromverbrauch der Spielekonsolen PlayStation 4 und Xbox One kritisiert, wonach alleine in den USA die beiden Konsolen im Standby-Modus Stromkosten in der Höhe von 400 Millionen US-Dollar pro Jahr verursachen sollen. Zurückgeführt wird dies bei den mit Kinect ausgelieferten Modellen auf den Umstand, dass diese auch im Standby-Modus ständig auf Sprachbefehle „warten“, wobei 15 Watt verbraucht würden. Auch die TV-Funktionen würden unnötig viel Energie verschwenden, sofern die Xbox One zwischen TV und Settop-Box angeschlossen wird. Außerdem verbrauchen die Xbox One und PlayStation 4 beim Streamen von Filmen zwischen 30 und 45 Mal mehr Energie als Apple TV oder Google Chromecast. Gelobt würden zwar die einstellbaren Stromspar-Funktionen, dennoch würden gemäß NRDC beide Konsolen zwei bis drei Mal so viel Strom wie ihre direkten Vorgänger verbrauchen. Die Umweltschutzorganisation forderte Microsoft und Sony auf, den Energieverbrauch der Konsolen zu senken und auch in den Optionen entsprechende Einstellmöglichkeiten zu bieten.

## Modelle

### Abwärtskompatibilität
Wegen des Umstiegs von einer PowerPC-Architektur zu einem AMD64-basierten Prozessordesign besaß die Xbox One zum Zeitpunkt der Veröffentlichung keine Abwärtskompatibilität zur Xbox 360. Um dennoch Xbox-360-Spiele auf der Xbox One spielen zu können, stellte Microsoft auf der Electronic Entertainment Expo (E3) 2015 in Los Angeles eine softwarebasierte Abwärtskompatibilität zur Xbox 360 vor. Die Funktion wurde im Herbst 2015 als kostenloses Systemupdate nachgeliefert und unterstützte zu Anfang etwa 100 Spiele. Weitere Titel werden nach und nach hinzugefügt. Spielstände, Add-ons, Erfolge und Gamerscores werden dabei von der Xbox 360 übernommen. Vorhandene Xbox-360-Spiele können per Datenträger oder Digitalkauf auf der Xbox One installiert werden, bei nicht digitalen Kauf muss der Datenträger im Laufwerk verbleiben. Der Emulator ermöglicht es auch, Funktionen der Xbox One zu verwenden, um Screenshots zu erstellen, Game DVR zu nutzen oder die Spiele per Streaming an einen Windows-10-PC zu übertragen. Emuliert wird außerdem der von der Xbox 360 bekannte Xbox-Guide, der sich nur bei geöffnetem App-Fenster, durch gleichzeitiges Drücken der Ansicht-Taste und Menü-Taste öffnet, um beispielsweise auf Freundeslisten und Xbox-Live-Partys zuzugreifen.
Seit dem 27. Oktober 2017 ist die Xbox One auch kompatibel zur originalen Xbox.

### Xbox One S

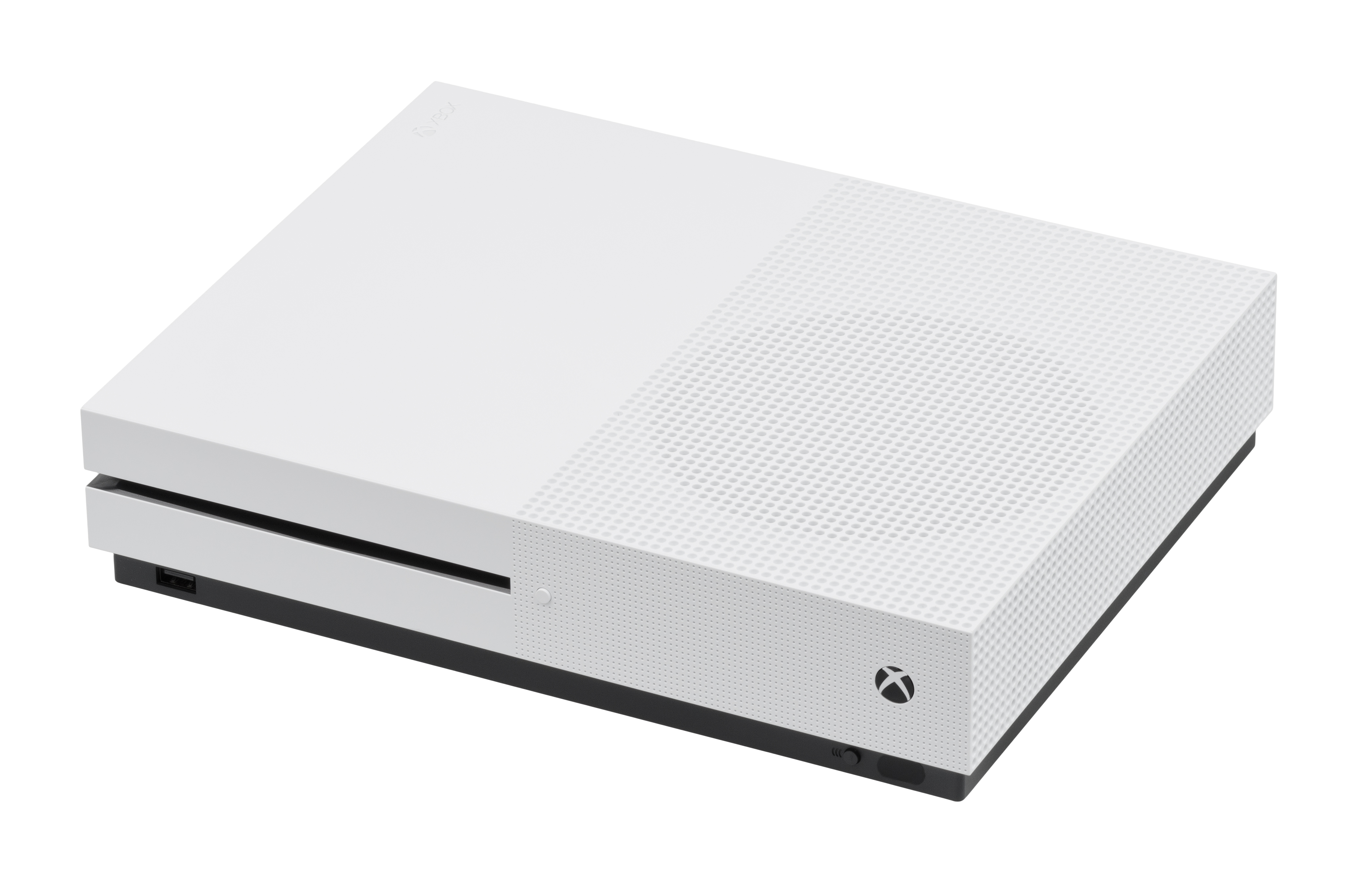
Xbox One S

Am 13. Juni 2016 stellte Microsoft auf der E3 2016 eine neue Version der Xbox One vor, die rund 40 % kleiner als die bisherige Konsole ist und Unterstützung für UHD-Inhalte (Bilder und Videos, nicht jedoch in Spielen) und HDR10 bietet. Die Konsole verfügt über ein UHD-fähiges Blu-ray-Laufwerk. Die Xbox One S lässt sich nun mit einem Standfuß auch vertikal platzieren und das bisher externe Netzteil ist nun integriert. Des Weiteren wird die APU jetzt im 16-nm-FinFET-Verfahren von TSMC gefertigt und der GPU-Takt wurde von 853 auf 914 MHz erhöht. Wärmeentwicklung und Stromverbrauch konnten dadurch deutlich gesenkt werden. Der Controller wurde leicht überarbeitet und unterstützt nun den Bluetooth-Standard zur Funkübertragung, wodurch er nun auch mit Windows 10 kompatibel ist. Die Xbox One S ist in verschiedenen Konfigurationen mit 500-GB-, 1-TB- oder 2-TB-Festplatte sowie in verschiedenen Farben erhältlich. Der Anschluss für den Kinect-Sensor fällt weg, die Kinect-Kamera kann somit nur noch mit einem Adapter angeschlossen werden, der nicht im Lieferumfang enthalten ist. Vorbesitzer einer Xbox One und einem Kinect-Sensor konnten den Adapter kostenlos auf Anfrage von Microsoft erhalten. Das Angebot für Personen mit einem Kinect-Sensor, die ein Upgrade von der Xbox One auf die Xbox One S durchgeführt haben, wurde im März 2017 beendet. Die Xbox One S war standardmäßig nicht in schwarz, sondern nur in weiß erhältlich. Bis Mitte 2017 lag der Absatz der Xbox One bei schätzungsweise 30 Millionen Einheiten.
Die Rechenleistung der Xbox One S beträgt 1,4 Tera Flops.

### Xbox One S All-Digital Edition
Am 16. April 2019 kündigte Microsoft die Xbox One S All-Digital Edition an. Es handelt sich um eine Xbox One S, bei der auf das Disc-Laufwerk verzichtet wurde. Stattdessen können Inhalte nur digital über den Microsoft-Store heruntergeladen werden. Das Modell mit 1 TB Festplattenspeicher erschien am 7. Mai 2019 zu einer unverbindlichen Preisempfehlung von 229,99 Euro. Die Spiele Minecraft, Forza Horizon 3 und Sea of Thieves liegen der Konsole per Spielecodes bei.

### Xbox One X

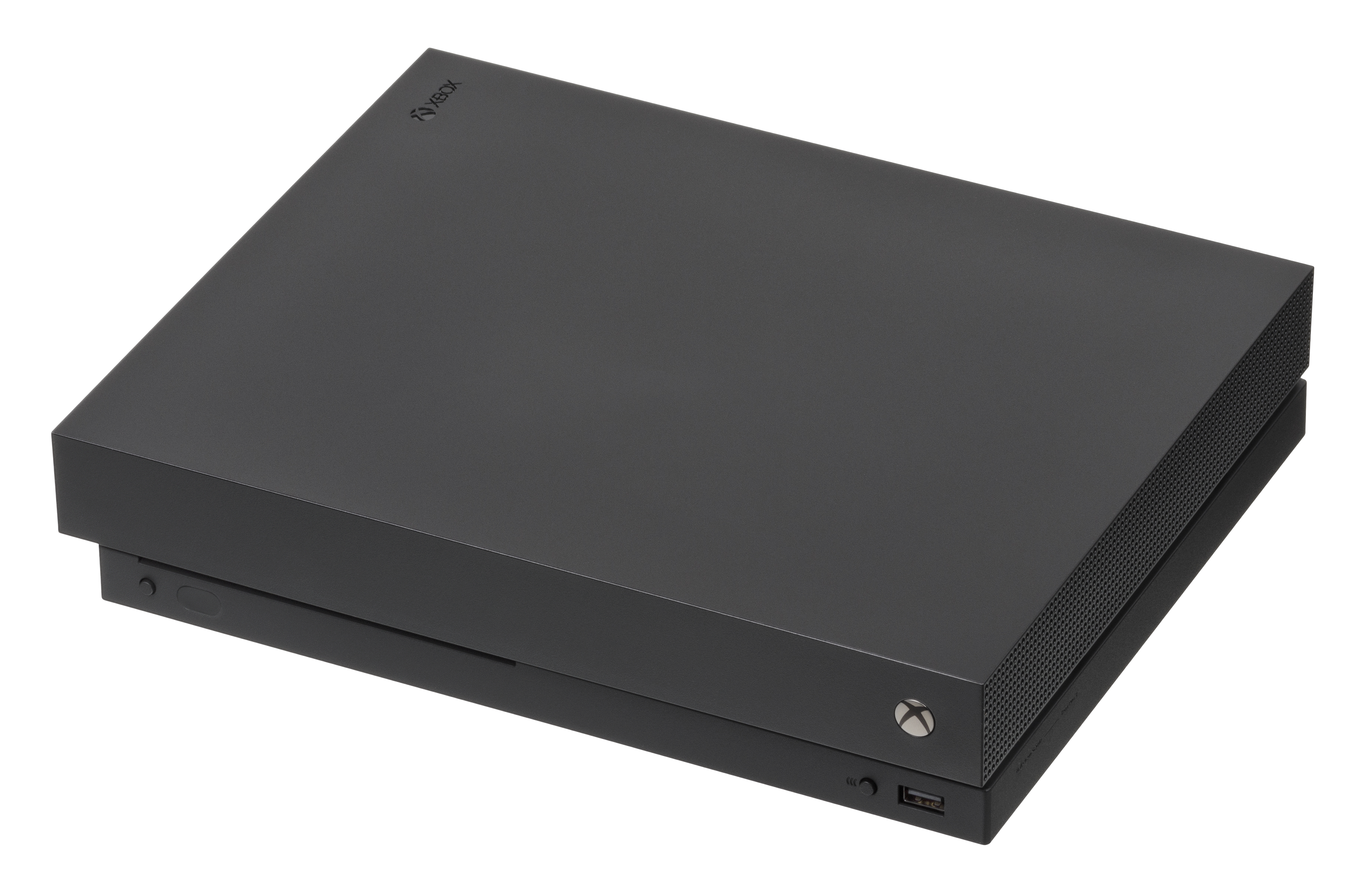
Xbox One X

Am 11. Juni 2017 stellte Microsoft auf der E3 2017 mit der Xbox One X eine weitere Variante der Xbox One vor, sie ist die leistungsstärkste Konsole der Xbox-One-Reihe. Die Konsole war zu Release in einer limitierten Project-Scorpio-Edition erhältlich, bei der auf der Vorderseite der Konsole und des Controllers ein grüner Project Scorpio-Schriftzug aufgetragen ist. Die Knöpfe des Xbox-One-Controllers sind alle schwarz und die Konsole weist eine leicht veränderte Oberflächenstruktur auf. Auch ein Standfuß, um die Konsole vertikal aufstellen zu können, ist im Lieferumfang der Xbox-One-X-Project-Scorpio-Edition enthalten. Die Project-Scorpio-Edition verfügte über eine 1 TB große Festplatte und kostete zu Release genauso viel wie die normale Xbox One X.
Die Xbox One X verwendet eine angepasste AMD-Jaguar-CPU, deren Taktfrequenz auf 2,3 GHz angehoben wurde. Der Grafikprozessor (GPU) taktet mit 1,172 GHz und die Anzahl der GPU-Rechengruppen (Compute Units) wurde von 12 auf 40 erhöht. Zusammen mit den 12 GB GDDR5-Arbeitsspeicher, welcher mit einer 384 Bit breiten Anbindung eine Speicherbandbreite von bis zu 326 GByte/s ermöglicht, erreicht die Xbox One X eine Rechenleistung von 6 TFLOPS. Zur Kühlung des Systems wird zum ersten Mal in der Geschichte der Konsolen eine „Vapour Chamber“ (Kühlung mit Wärmerohren) verwendet. Um den Stromverbrauch so gering wie möglich zu halten, arbeitet die Xbox One X mit der nach einem Microsoft-Hardwareentwickler benannten Hovis-Methode, welche die Leistung maximieren und den Energiebedarf gleichzeitig minimieren soll. Die Konsole verfügt zudem wie bereits die Xbox One S über ein UHD-Blu-ray-Laufwerk sowie Unterstützung von HDR10, Dolby Vision, Dolby Atmos und DTS:X. Zusätzlich ist sie mit allen Spielen und sämtlichem Zubehör der Xbox One kompatibel. Außerdem unterstützt die Xbox One X AMDs FreeSync-Technologie, welche sogenanntes Tearing verhindern soll, und 120 FPS auf kompatiblen Bildschirmen.
Die Xbox One X wird als echte 4K-Konsole vermarktet, jedoch profitieren auch Bildwiedergabegeräte mit einer niedrigeren Auflösung von der gesteigerten Leistung, da in einem solchen Fall Supersampling-Antialiasing (Kantenglättung) zum Einsatz kommt. Die Konsole erschien am 7. November 2017 in Deutschland mit einer 1 TB großen Festplatte zu einer unverbindlichen Preisempfehlung von 499,99 Euro.
Von der vollen Leistung der Xbox One X profitieren von den zuvor erschienenen Spielen nur diejenigen, die ein sogenanntes „Enhanced Upgrade“ erhalten haben. Die Darstellung der Spiele wird dadurch verbessert (Kantenglättung, 4K-Unterstützung, höhere Sichtweiten, mehr visuelle Effekte etc.). Dieses gilt für ausgewählte Xbox-One-, Xbox-360- sowie Xbox-Original-Spiele und wird regelmäßig erweitert.

## Peripherie

### Wireless Controller

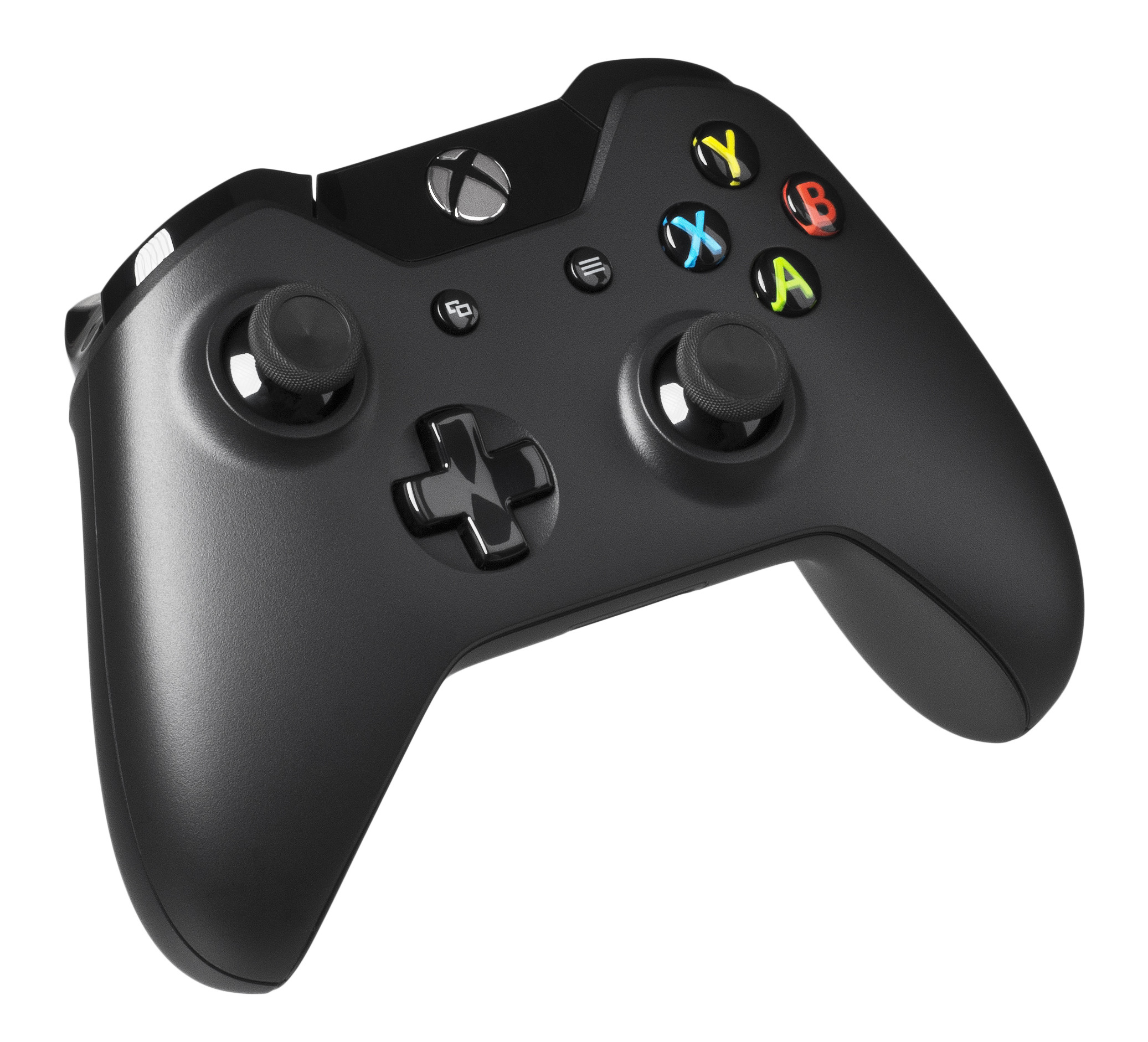
Xbox One Wireless Controller

Der kabellose Controller der Xbox One unterscheidet sich auf den ersten Blick nur geringfügig von dem Xbox-360-Controller. Microsoft hat bei der Entwicklung des Controllers allerdings zahlreiche Verbesserungen und Optimierungen durchgeführt. Die Form des neuen Controllers ist insgesamt etwas kantiger und das Xbox-Logo, das sich weiterhin oben in der Mitte befindet, leuchtet nun weiß. Auf eine Anzeige, welcher Spieler den Controller aktuell verwendet, wurde verzichtet. Die oberen Schultertasten sind nun etwas größer und die unteren enthalten jetzt Force-Feedback-Motoren. Der Analog-Stick weist jetzt eine tiefere Mulde auf, womit dieser insgesamt griffiger wird. Das vielmals – wegen Ungenauigkeit – kritisierte D-Pad wurde ebenfalls neu gestaltet und enthält nun keine Rundbasis mehr, wodurch die Präzision erhöht wurde. Die Start- und Back-Knöpfe wurden durch die neuen Ansicht- und Menü -Tasten ersetzt. Sie erfüllen aber dennoch dieselben Aufgaben wie die alten Knöpfe. Das Batteriefach, das beim alten Controller verwendet wurde, gibt es nun nicht mehr: Die Batterien sind jetzt im Inneren des Controllers untergebracht. Der Controller der Xbox One ist auch mit Windows kompatibel, anfangs allerdings nur bei Verwendung eines USB-Kabels. Unter Windows 10 werden die Treiber automatisch installiert. Seit Herbst 2015 ist ein Wireless-Adapter für Windows 10 verfügbar, mit dem der Controller auch kabellos am PC verwendet werden kann.
Der mit der Xbox One S vorgestellte Controller wurde optisch leicht überarbeitet und besitzt nun eine leicht strukturierte Rückseite. Durch die Umstellung der Übertragung auf Bluetooth benötigt er den separaten Wireless-Adapter nicht mehr und kann an Windows-10-PCs sowie an iPhones und iPads (ab iOS 13) und Android-Geräten mit Bluetooth-Unterstützung verwendet werden.

### Elite Wireless Controller

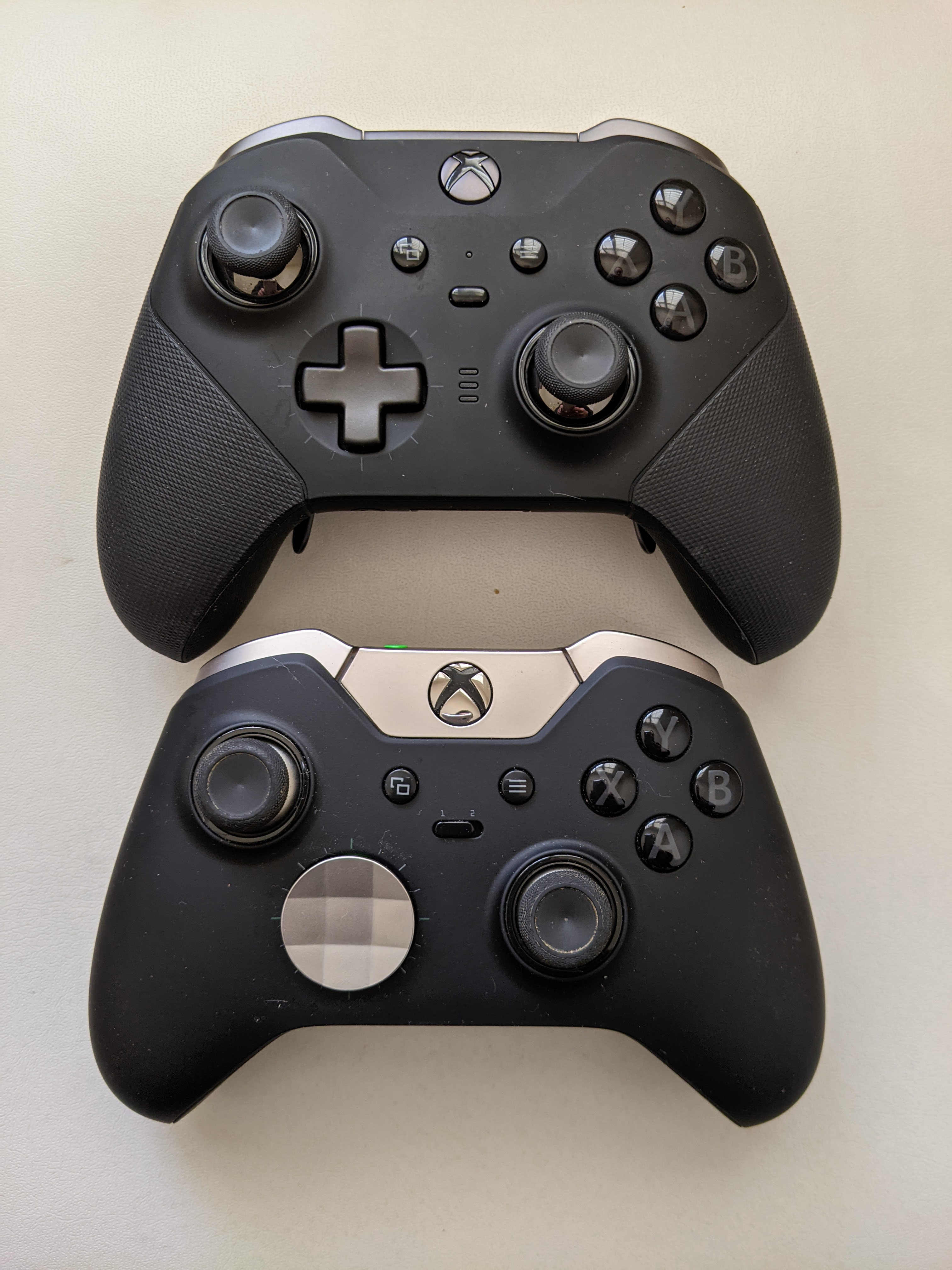
Die beiden Elite Controller: Oben die zweite Generation (2019), unten die erste Generation (2015)

Auf der E3 2015 präsentierte Microsoft während der Xbox-Pressekonferenz den „Xbox Elite Wireless Controller“, eine verbesserte Version des normalen Wireless-Controllers. Die Analog-Sticks sind für längere Haltbarkeit aus Metall gefertigt, lassen sich austauschen und werden in verschiedenen Längen mitgeliefert. Es gibt außerdem zwei mitgelieferte wechselbare Steuerkreuze, ein gewöhnliches und ein rundes. Auf der Rückseite lassen sich vier zusätzliche Tasten, sogenannte Paddles anbringen, die individuell belegt werden können. Darüber befinden sich weitere zwei Schalter, mit denen sich der Weg der Schulter-Tasten einstellen lässt, was die Reaktionszeit verkürzt. Der Elite-Controller unterscheidet sich durch die grauen ABXY-Tasten und den oberen Teil, der statt schwarz-glänzend nun in silber gehalten ist von dem normalen Controller. Für die Xbox One und Windows 10 ist eine App verfügbar, über die die Tasten des Controllers individuell belegt werden können.

#### Elite Wireless Controller Series 2
Microsoft stellte auf der E3 2019 mit dem „Xbox Elite Wireless Controller Series 2“ einen überarbeiteten Elite Controller vor, der seit dem 4. November 2019 erhältlich ist. Der Controller wurde technisch zum Teil überarbeitet und bietet erstmals einen integrierten, nicht austauschbaren Akku, der mit einer Laufzeit von bis zu 40 Stunden angegeben ist. Der Controller kann kabellos über eine mitgelieferte Ladestation oder über den USB-C-Anschluss am Controller geladen werden. Weitere Individualisierungsmöglichkeiten sind die Trigger, deren Weg sich mit einer zusätzlichen Stufe verkürzen lässt und die Analog-Sticks, bei denen mit einem mitgelieferten Werkzeug der Widerstand verändert werden kann. Der Elite Wireless Controller Series 2 basiert auf dem Xbox-One-S-Controller, wodurch er über Bluetooth mit Windows-10-PCs verwendet werden kann.

### Festplatte und Erweiterungsmöglichkeiten
Die Xbox One verfügt in allen Modellen über eine nicht austauschbare Festplatte, mit je nach Variante 500 GB bis 2 TB Speicher, drei USB-3.0-Anschlüsse und ein Blu-ray-Laufwerk mit Slot-In-Einschub. Seit dem System-Update von Juni 2014 können auch bis zu zwei externe Festplatten mit mindestens 256 GB Speicher über USB 3.0 angeschlossen werden.
Am 4. November 2014 erschien die Xbox One in einem Bundle mit Call of Duty: Advanced Warfare. Die enthaltene Xbox One verfügt über eine 1 TB große Festplatte. Seit November 2015 war ein Xbox-One-Elite-Bundle erhältlich, in dem neben einem Elite Controller eine Xbox One mit einer 1-TB-Hybrid-Festplatte enthalten war.
Die zweite Hardware-Revision Xbox One S verfügt über eine Festplatte mit bis zu 2 TB Größe.

### Kinect 2.0

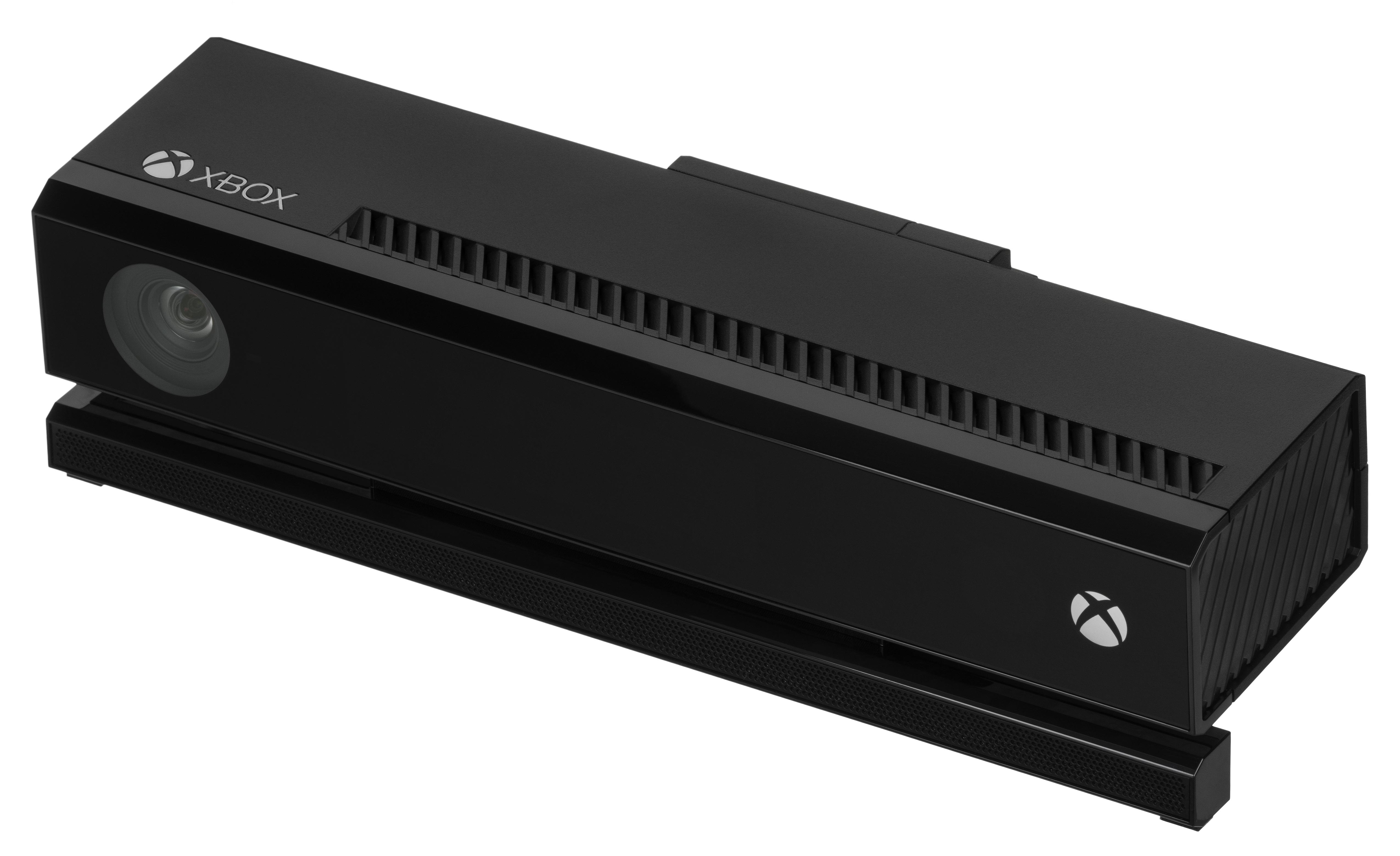
Xbox One Kinect

Bei der von der Xbox One verwendeten Kamera handelt es sich um eine Weiterentwicklung der bereits von der Xbox 360 verwendeten Kinect-Bewegungssteuerung. Im Gegensatz zum ersten Kinect-Sensor wird die Auflösung von VGA-Standard auf 1080p erhöht. Kinect 2.0 wurde standardmäßig zusammen mit jeder Xbox One ausgeliefert und muss entgegen frühen Berichten nicht zwingend während des Betriebs der Konsole angeschlossen sein. Ist eine Kinect angeschlossen, kann laut Microsoft die Kamera so eingestellt werden, dass sie keine Daten aufzeichnet. Das Mikrofon der Kinect 2.0 soll standardmäßig als Mikrofon für Funktionen wie den Sprachchat dienen.
Seit September 2014 ist, nach der Einführung der interim Xbox One solo genannten Version – ohne die externe Kinect-Einheit – im Juni 2014, Kinect auch für die Xbox One separat erhältlich.
Im Gegensatz zur Vorgängerversion wird neben dem Xbox-One-Sensor auch eine eigene Kinect-Einheit für Windows, offiziell Kinect for Windows v2 genannt, erhältlich sein, die vorrangig für Entwickler gedacht und nicht im freien Handel erhältlich ist. Diese unterscheidet sich nur optisch durch die nicht vorhandenen Xbox-Logos. Es ist nicht möglich, die gleiche Kamera an PC und Xbox One zu verwenden.

## Xbox One ohne Kinect
Seit dem 9. Juni 2014 ist die Xbox One auch ohne die externe Kinectsteuerung zum gleichen Einzelhandelsverkaufspreis wie die PlayStation 4 (Stand Mai 2014) erhältlich. Das neue Bundle wurde von Microsoft am 13. Mai 2014 angekündigt und soll ab dem genannten Stichtag für 399 US-Dollar beziehungsweise 399 Euro in den Einzelhandel kommen. Ab „Herbst“ soll der Kinect-Sensor separat erhältlich sein. Es wurde bereits seit längerer Zeit damit gerechnet, dass Microsoft die stark kritisierte Kombination der Xbox One mit Kinect aufheben und gleichzeitig auf die Konkurrenz durch Sony mit einem deutlich niedrigeren Verkaufspreis reagieren würde. So können ab Juni 2014 zudem alle Besitzer einer Xbox 360 oder Xbox One die Entertainment-Apps auch ohne Xbox-Live-Goldmitgliedschaft nutzen. Durch den Entfall der Kinect-Bindung können Spiele-Entwickler nach Angaben von Microsoft nun auf bis zu 10 % mehr GPU-Leistung zurückgreifen.
Phil Spencer, bei Microsoft verantwortlich für die Xbox- und Microsoft-Studios-Produktsparten, kommentierte die Neuerungen in einer Pressemeldung am 13. Mai 2014:

“… Your feedback matters to us and it shapes the products and services we build. Your feedback showed up in the Xbox One console we launched back in November and in the monthly updates we’ve delivered since … First, beginning on June 9th, in all markets where Xbox One is sold, we will offer Xbox One starting at $399. This is a new console option that does not include Kinect …”

„… Euer Feedback ist für uns von Bedeutung und es gestaltet die Produkte und Dienste, welche wir erschaffen. Euer Feedback zeigt sich in der Xbox-One-Konsole, welche im vergangenen November veröffentlicht wurde, und in den monatlichen Verbesserungen, die wir seitdem veröffentlicht haben … Als Erstes werden wir, ab dem 9. Juni, auf allen Märkten, in denen die Xbox One verkauft wird, die Xbox One ab 399 $ anbieten. Diese neue Konsolenvariante wird kein Kinect enthalten …“

### Ende der Kinect-Unterstützung
Nachdem die Xbox One ohne Kinect-Sensor erhältlich war, verlor Kinect zunehmend an Bedeutung. Die 2016 erschienene Xbox One S verzichtet auf einen Kinect-Anschluss und die Verwendung ist nur über einen Adapter möglich. Die Gestensteuerung über Kinect wurde nach dem Dashboard-Update 2.0 im November 2015 ersatzlos entfernt.
Die Produktion und der Verkauf von Kinect für Xbox One sowie der Adapter für Xbox One S und X wurden im November 2017 endgültig eingestellt.

## Launchtitel
Innerhalb des ersten Jahres sollten 15 Spiele für die Xbox One erscheinen, davon acht als komplett neue Marke. Zur Veröffentlichung der Konsole waren folgende Spiele verfügbar:

- Assassin’s Creed IV: Black Flag
- Battlefield 4
- Call of Duty: Ghosts
- Crimson Dragon
- Dead Rising 3
- FIFA 14
- Fighter Within
- Forza Motorsport 5
- Just Dance 2014
- Killer Instinct
- Lego Marvel Super Heroes
- Lococycle
- Madden NFL 25
- NBA 2K14
- NBA Live 14
- Need for Speed: Rivals
- Powerstar Golf
- Ryse: Son of Rome
- Skylanders: Swap Force
- Zoo Tycoon
- Zumba Fitness: World Party

## Kritik während des Veröffentlichungszeitraums
Datenschutzrechtlich umstritten war die mitgelieferte externe Kinect-Steuerung, welche über ein Mikrofon und eine Kamera verfügt, und über die Sprach- bzw. Gesichtserkennungs-Software der Xbox One das Nutzerverhalten beim Fernsehen und anderer Mediennutzung erfassen könnte. Die darüber gewonnenen Daten könnten z. B. für Werbung sowie die Gestaltung des TV-Programms genutzt werden. Der deutsche Bundesdatenschutzbeauftragte Peter Schaar bezeichnete die Konsole als „Überwachungsgerät“ und kritisierte den ständigen Betrieb des Kamerasystems. Es ist jedoch möglich, das Kamerasystem komplett zu deaktivieren, indem die Kamera von der Konsole getrennt wird. Im Juni 2013 gab Microsoft bekannt, dass es diverse Modi geben soll, in denen die Kinect-Funktionen eingeschränkt sind, auch eine komplette Abschaltung werde möglich sein. Mit Einführung der Xbox One solo genannten Version ohne die externe Kinect-Steuerung ab 9. Juni 2014 versuchte Microsoft diesen Kritikpunkt zu minimieren.
Zu Beginn ließ sich die von Microsoft beworbene TV-Integration in Ländern, in denen für TV-Übertragungen ein 50-Hertz-Signal genutzt wird, nur mit Qualitätseinbußen nutzen. Die Xbox One gab Bildsignale ausschließlich mit 60 Hertz aus. Ein über den HDMI-Eingang eingespeistes 50-Hz-Signal musste daher auf 60 Hz hochgerechnet werden. Dabei kam es zu Bildrucklern. Das ließe sich zwar durch ein quellenabhängiges Umschalten der Bildwiederholrate vermeiden, jedoch hat Microsoft dies ursprünglich nicht implementiert. Auch DVDs konnten aus diesem Grund nicht ohne Qualitätsverlust wiedergegeben werden. Der Fehler wurde schließlich mit einer im März 2014 erschienenen Systemaktualisierung behoben.
Der schnelle, aber nur 32 MB große, eSRAM in der Xbox One sorgte bereits kurz nach der Einführung der Konsole für weitere Kritik. So war es den Spieleentwicklern nicht ohne großen Aufwand möglich, Auflösungen von 1080p (1920×1080 Pixel) bei 60 Bildern pro Sekunde durch den Speicher zu schleusen. Der 32-MB-eSRAM ist zu knapp bemessen für einen Datenstrom von 124,4 Megapixel pro Sekunde. Aus diesem Grund sind Spiele für die Xbox One überwiegend in geringeren Auflösungen (720p, 900p) erschienen, um die Grenze von 60 Bildern pro Sekunde nicht zu brechen. Auch noch nicht erschienene, aber angekündigte, Spiele erscheinen überwiegend nicht in 1080p, wenn die Bildrate bei 60 Bildern pro Sekunde liegt. Abhilfe sollte eine aktualisierte Version des Xbox One Development Kits schaffen, welches Microsoft den Entwicklern seit Ende 2014 zur Verfügung gestellt hat und das einen verbesserten Zugriff auf den eSRAM ermöglicht.